# Carrière professionnelle de Tiger Woods
Tiger Woods, né le 30 décembre 1975 en Californie, est un golfeur américain en activité. Golfeur amateur prometteur, il commence sa carrière professionnelle à la fin de l'été 1996. Joueur de l'année lors de onze saisons différentes, vainqueur de 15 tournois majeurs, il est dominant une large partie de sa carrière. Sa carrière est faite de grandes victoires et de blessures au genou et au dos qui l'éloignent du circuit et des premières places des tournois avant un grand retour en 2019.

## Dates importantes de sa carrière golfique
Les dates importantes de sa carrière ne prennent pas en compte les victoires en compétition qui font l'objet d'un paragraphe spécifique. À l'exception de la mention de sa première victoire en majeur.
- 1996
  - Devient professionnel en août.
  - Débutant de l'année du PGA Tour.
  - Classé 33e joueur mondial à la fin de l'année.
- 1997
  - Gagne son premier majeur Masters
  - Devient numéro 1 mondial après 42 semaines chez les professionnels.
  - Nommé joueur de l'année (Jack Nicklaus Award).
  - Qualifié dans l'équipe américaine de la Ryder Cup.
  - Bat le record de gains en une année avec 2 066 833 $ sur le PGA Tour.
- 1998
  - Bat son propre record de gains en une saison avec 2 927 006 USD.
  - Qualifié dans l'équipe américaine lors de la Presidents Cup.
- 1999
  - Nommé joueur de l'année (Jack Nicklaus Award).
  - Bat son record de gains en une année avec 6 616 585 $ sur le PGA Tour.
  - Qualifié dans l'équipe américaine de la Ryder Cup.
- 2000
  - Nommé joueur de l'année (Jack Nicklaus Award).
  - Bat son record de gains en une année avec 9 188 321 $ sur le PGA Tour.
  - Qualifié dans l'équipe américaine lors de la Presidents Cup.
  - Nommé Champion des champions mondiaux par le journal L'Équipe.
- 2001
  - Nommé joueur de l'année (Jack Nicklaus Award).
  - Qualifié dans l'équipe américaine de la Ryder Cup.
- 2002
  - Nommé joueur de l'année (Jack Nicklaus Award).
  - Qualifié dans l'équipe américaine de la Ryder Cup.
- 2003
  - Nommé joueur de l'année (Jack Nicklaus Award).
  - Qualifié dans l'équipe américaine lors de la Presidents Cup.
- 2004
  - Qualifié dans l'équipe américaine de la Ryder Cup.
  - À la fin de l'année Vijay Singh détrône Tiger du premier rang mondial de golf.
- 2005
  - Qualifié dans l'équipe américaine lors de la Presidents Cup.
- 2007
  - Remporte la première édition de la FedEx Cup empochant le plus gros chèque dans l'histoire du sport professionnel (10 000 000 USD).
- 2008
  - Gagne son dernier majeur US Open.
- 2013
  - Redevient no 1 mondial.

## Débuts chez les professionnels avec le statut d'amateur (1992-1996)
Tiger Woods joue de nombreux tournois professionnels alors qu'il est toujours amateur. La plupart d'entre eux se déroulent près de son domicile, en Californie. En 1995, il est qualifié et s'essaie aux trois tournois majeurs organisés sur le sol américain et passe le cut lors de deux d'entre eux. N'ayant pas de statut professionnel, Woods ne touche pas de gains financiers aux différents tournois.
En février 1992, à l'âge de 16 ans et deux mois, Tiger Woods fait ses débuts sur le circuit professionnel au Nissan Los Angeles Open. Exempté par l'organisation du fait de son talent, il est alors le plus jeune joueur à disputer un tournoi du PGA Tour,. Les spectateurs forment six rangées autour de son premier départ et sont impressionnés par la longueur de son premier coup. Menacé de mort, le jeune golfeur afro-américain est protégé par des gardes du corps. Il réussit sa première journée, terminant à un coup au-dessus du par avec une carte de 72,,. Chassé par les journalistes après avoir terminé son dernier trou, le jeune joueur subit déjà une pression médiatique importante. Dans ce premier parcours, il se blesse au dos au 11e trou. Le lendemain, il quitte le tournoi après avoir rendu une carte de 75.
Un an après ses débuts remarqués sur le circuit professionnel, Woods est de nouveau présent sur le Nissan Los Angeles Open. Il manque de nouveau le cut comme sur les deux autres tournois professionnels joués lors de la saison 1993.
En 1995, Tiger Woods joue pour la première fois dans un tournoi majeur aux Masters. À seulement 19 ans, le jeune joueur fait forte impression et termine le meilleur joueur amateur du tournoi avec trois cartes de 72 pour terminer à 19 coups du vainqueur du tournoi,. En partant, il laisse une lettre aux officiels du tournoi et à l'organisation.

## Du jeune prodige au phénoménal professionnel (1996-1999)
En août 1996, Tiger Woods devient golfeur professionnel,. Il dispute son premier tournoi comme professionnel lors du Greater Milwaukee Open où il impressionne avec un trou en un avant de se classer 60e ex aequo. En constante progression, il termine onzième au Canada, cinquième au John Deere Classic puis troisième au B.C. Open (en). Pour sa cinquième participation sur le circuit professionnel depuis son passage chez les professionnels, Tiger Woods remporte son premier tournoi : le Las Vegas Invitational. Il enchaîne brillamment par une troisième place au Texas et une deuxième victoire lors du Disney World Classic pour conclure sa saison.
Tiger Woods commence sa saison 1997 par une victoire aux championnats Mercedes. Distancé par Tom Lehman lors des deux premières journées, le Tigre conclut sa troisième journée avec quatre birdies consécutifs sous une pluie battante pour rendre une carte de 65. Le parcours est inondé et les organisateurs décident que la victoire entre Lehman et Woods doit se jouer sur un tour de barrage. Alors que son adversaire envoie sa balle dans l'eau, l'approche de Woods s'arrête à quelques mètres du trou.
Au Phoenix Open, Tiger rend deux cartes de 68 pour passer le cut et être dans la course à la victoire.
Tiger Woods remporte en janvier 1998 son premier tournoi de la saison sur le circuit européen en réussissant un retour le dernier jour. Avec une carte de 65, soit sept coups sous le par, il refait son retard de huit coups sur Ernie Els pour le battre ensuite au deuxième trou des barrages.
Après avoir terminé à égalité avec Billy Mayfair (en) au Nissan Open, Tiger s'incline pour la première fois de sa carrière en barrage et termine deuxième,. Après avoir terminé le dernier tour avec trois birdies en quatre trous, Woods perd son drive dans le rough et doit se contenter d'un par sur ce par-5, concédant la victoire à Mayfair,.
Vainqueur en titre des Masters, Tiger Woods a l'honneur traditionnel de choisir le menu du dîner des champions du tournoi,. Il choisit de servir des hamburgers avec des frites.
Après les deux premiers tours au Pro-Am, il pointe à la 143e place et préfère déclarer forfait au milieu du tournoi, abandonnant ses chances de remporter une prime de 100 000 $ promise à celui dont qui remporte le classement des gains de huit tournois sur la côte Ouest.
Après de nombreux mois sans victoire, Tiger Woods soulève de nouveau un trophée lors du Buick Invitational en battant le record du parcours de Torrey Pines le samedi avec une carte de 62 puis une autre de 65 le dimanche. Cette victoire lui permet de conserver sa place de premier mondial devant David Duval.
Pendant le Nissan Open, Tiger Woods annonce à son caddie historique, Mike « Fluff » Cowan, qu'il a décidé d'utiliser son ami d'enfance Bryon Bell comme caddie pour le tournoi suivant.
Après sa victoire aux Players, David Duval prend à Woods sa place de numéro 1 mondial. Bien qu'il fasse un bon début de saison, multipliant les places dans le top 10, comme sa dixième place aux Players, Woods ne remporte qu'un seul tournoi contre trois pour Duval. Le duel entre les deux jeunes golfeurs américains passionnent si bien qu'un parcours d'exhibition est organisé et télévisé nationalement.

## Entre domination et victoires, une opération au genou et un nouvel élan (2000-2004)
En février, Woods maintient sa série de victoires en revenant de son retard de sept coups avec sept trous restants lors du AT&T Pro-Am. Il remporte ainsi son sixième tournoi consécutif entre la fin de la saison 1999 et le début de la saison 2000. Au quinzième trou, Woods entre un coup de wedge depuis 89 mètres pour réussir un eagle. Il réalise également trois birdies sur les neuf trous du retour. Ses six victoires consécutives constituent une performance inégalée depuis Ben Hogan en 1948 et seulement à 5 longueurs du record de Byron Nelson (11).
En juin, pour la 100e édition de l'US Open, Tiger Woods marque l'histoire du golf avec une exceptionnelle semaine. Avec un score final de 272 coups, soit 12 sous le par, Woods remporte le tournoi avec quinze coups d'avance sur Ernie Els et Miguel Angel Jimenez. Sur l'un des parcours les plus difficiles du monde, il fait preuve d'une fiabilité depuis le tee et d'une impressionnante patience. Son score de -12 est le nouveau record du tournoi, battant la marque de Tom Morris en 1862,.
Après une performance correcte au Advil Western Open, Tiger Woods confirme son statut à l'Open britannique en rendant quatre belles cartes pour un score final de 269 coups, soit -19 sous le par. Une foule record de 230 000 personnes se masse autour du parcours tout au long du week-end. Woods poursuit sa série de trous sans bogey jusqu'au deuxième trou du samedi où il réalise trois putts sur le green. Mark Calcavecchia dit de Woods qu'il est « le meilleur qu'il n'est jamais joué » au golf. Ses coups de fers 3 vont aussi loin que ceux au driver de ses adversaires.
La série de victoires de Tiger Woods en Grand Chelem est sérieusement mise à mal lors du PGA Championship 2000 disputé sur le parcours du Valhalla Golf Club. En effet, lors du dernier tour disputé aux côtés de Bob May (en), Tiger Woods joue les 12 derniers trous en 7 coups sous le par pour partir en barrage sur trois trous. Un birdie et deux pars lui donnent la victoire. Il rejoint Ben Hogan (1958) comme seul joueur à avoir remporté trois tournois majeurs la même saison. Trois semaines plus tard, il remporte le Canadian Open, devenant le deuxième joueur après Lee Trevino en 1971 à gagner l'US Open, le British Open et le Canadian Open la même saison.
Sa domination se poursuit au WGC-NEC Invitational où il l'emporte de plus de dix coups. Au deuxième tour, il égale le record du parcours de Jose Maria Olazabal avec une carte de 61. Son score final de 21 sous le par est le record du tournoi.
Tiger Woods conclut saison de tous les records lors de laquelle il a remporté trois tournois majeurs de suite, neuf victoires et établit ou égale 27 records sur le PGA Tour. Sur 20 tournois disputés en 2000, Tiger Woods termine 14 fois dans le Top 3. Sa moyenne de score ajustée (67,79) et sa moyenne de score (68,17) sont les plus basses dans l'histoire du PGA Tour, battant son propre record (68,43 en 1999) et celui de Byron Nelson (68,33 en 1945).
Tiger Woods poursuit sa domination sur le circuit PGA lors de la saison 2001. Il remporte le Masters et devient le premier joueur de l'ère moderne à être le vainqueur sortant de tous les tournois majeurs.
Il garde son titre aux Masters, remportant pour la troisième fois le tournoi,.
Pour le deuxième tournoi majeur, l'US Open, Woods réalise le doublé. Sur le plus long parcours de l'histoire du tournoi, il est le seul joueur à terminer sous le par. Bien qu'il commence son dernier tour avec trois putts sur les deux premiers trous et qu'il soit interrompu 49 minutes par la pluie, il fait preuve d'une force mentale suffisante pour conserver son avance.
Tiger Woods ne presse pas son retour et manque les cinq première semaines de la saison 2003 pour se remettre de son opération au genou. En son absence, plusieurs autres golfeurs se révèlent comme Ernie Els, Vijay Singh ou Mike Weir. Début février, il annonce sur son site internet qu'il va faire ses débuts au Buick Invitational. Il prouve que son genou ne le gène pas et joue la victoire dans un duel contre Phil Mickelson. Le Tigre finit par remporter le tournoi de quatre coups.
En mars, Woods est poussé dans ses retranchements par Adam Scott en demi-finale du championnat du monde de match-play mais s'impose au 19e trou. En finale, le Tigre bat David Toms sur le score de 2&1 et encaisse un chèque d'1 050 000 $. Il conclut le mois en remportant le Bay Hill Invitational bien qu'il ait mal digéré un plat de pâtes, ce qui l'a fait vomir toute la nuit du samedi et sur le parcours le dimanche. Sous une pluie battante, il rend tout de même une carte de 68 sur le dernier tour pour remporter le tournoi pour la quatrième fois consécutivement, une performance qui n'a plus été réalisé dans un tournoi professionnel depuis Gene Sarazen à l'Open de Miami de 1926 à 1930. Ses onze coups d'avance sont la victoire la plus large sur le tournoi, marquant de deux coups celui de Fred Couples établi en 1992.
Après avoir remporté trois de ses quatre premiers tournois disputés, Tiger semble meilleur que jamais. Il perd cependant son rythme au premier tour du Players où il rend une carte dans le par. Lors du dernier tour, il envoie trois balles dans l'eau pour terminer 11e du classement.
Double tenant du titre aux Masters, Woods est décevant lors des deux premiers tours, lors desquels il rend des cartes de 76 et 73, le numéro 1 mondial n'en est pour autant pas frustré,. Après que la pluie ait retardé son départ, Woods débute par un bogey en rentrant une approche dans une journée à hauts scores. Après avoir passé le cut d'un coup, il se replace avec une belle carte de 66 le samedi. Un double bogey sur le trou no 3 du dernier jour met un terme à ses chances de victoire. Pendant plusieurs semaines après les Masters, Woods ne joue pas.
Début juillet, le Tigre remporte le 100e Western Open. Après les trois premiers tours, l'Américain s'est construit une avance de six coups avec deux cartes de 63 le premier jour et de 65 le troisième jour.
Absent au Funai Classic, Woods perd sa première place au classement des gains de tournois sur la saison au profit de Vijay Singh, le vainqueur du tournoi.
Bien qu'il n'ait pas remporté de tournoi majeur cette saison, Tiger Woods est désigné meilleur joueur de la saison PGA pour la cinquième fois de suite.

## Résurrection (2005-2007)

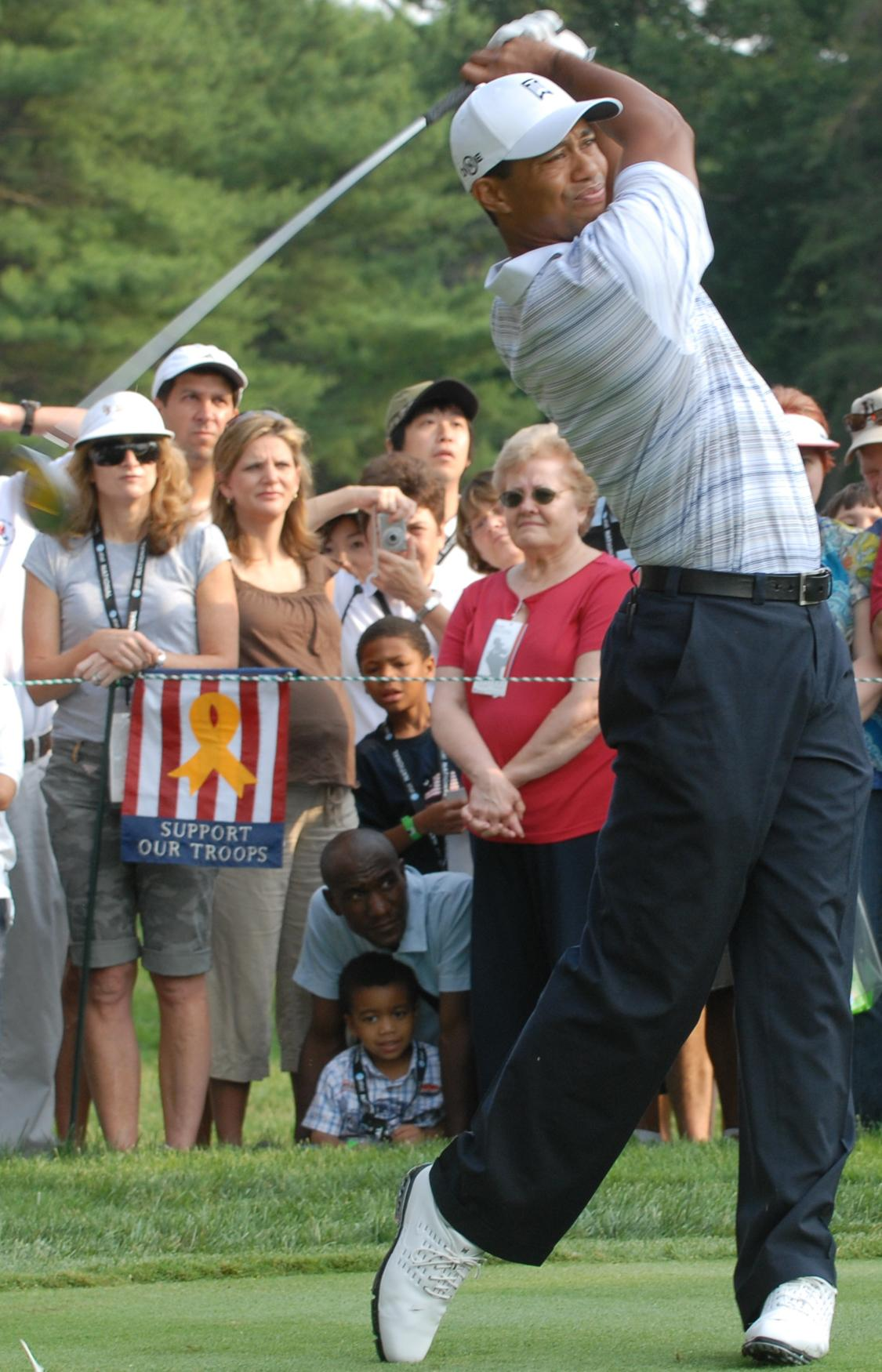
Woods sur le PGA Tour en 2007

Lors de la saison 2005, Tiger Woods renoue rapidement avec la victoire. En janvier, il remporte le Buick Invitational pour la troisième fois de sa carrière. En mars, il domine Phil Mickelson et remporte le Ford Championship sur le parcours de Doral, regagnant temporairement la place de numéro 1 mondial. En avril, il met fin à sa série sans victoire en majeur en remportant le Masters, battant Chris Di Marco en playoff. Cette victoire lui permet de reprendre la place de numéro 1 mondial. Tiger Woods et Vijay Singh se partageront cette place durant les mois suivants. En remportant le British Open pour la seconde fois de sa carrière en juillet, Tiger Woods reprend pour de bon sa place en tête de la hiérarchie mondiale. Il remporte à cette occasion son dixième majeur. Il gagne deux tournois du World Golf Championships et six tournois au total. Il remporte le classement des gains du PGA Tour pour la sixième fois de sa carrière.
L'année 2006 commence bien pour Tiger Woods qui remporte les deux premiers tournois auxquels il participe. Durant le Masters, il est en course pour remporter une cinquième veste verte, mais doit s'incliner devant Phil Mickelson. Le 3 mai, son père, Earl Woods décède après une longue bataille contre un cancer de la prostate. Tiger Woods met alors sa carrière entre parenthèses durant 9 semaines pour rester avec sa famille.
Lors de son retour au US Open à Winged Foot, le manque d'entraînement et de compétition est flagrant. Il manque le cut après deux tours en 76. C'est la première fois qu'il manque un cut lors d'un tournoi majeur ; sa série de 39 cuts consécutifs en majeurs égale le record. Début juillet, une deuxième place au Western Open montre qu'il est prêt pour défendre son titre au British Open.
Lors du British Open 2006, Tiger Woods fait une démonstration de force dans la gestion du parcours, le putting et la précision de son jeu de fers. N'utilisant principalement que des longs fers sur le tee (il tape une seule fois le driver de toute la semaine - 16e trou, 1er tour), il manque seulement 4 fairways sur la semaine (92 % de précision). Son score total de -18 (3 eagles, 19 birdies, 43 pars et 7 bogeys) n'est qu'à un coup du record en majeur (-19) qu'il a établi à St Andrews lors du British Open 2000. Tiger Woods ne peut retenir ses larmes sur le dernier green. C'est sa première victoire depuis la mort de son père.
Quatre semaines plus tard, lors de l'USPGA 2006, Tiger Woods l'emporte en dominant son sujet : il ne concède que 3 bogeys, record égalé. Il termine le tournoi avec un score total de -18, égalant ainsi son record (partagé avec Bob May) établi en 2000. En août 2006, il remporte son 50e tournoi sur le PGA Tour lors du Buick Open à l'âge de 30 ans et 7 mois. Il est le plus jeune joueur de l'histoire à atteindre cette marque. Il termine l'année en remportant six tournois de suite et en remportant les trois trophées les plus prestigieux (Jack Nicklaus, Arnold Palmer, and Byron Nelson Awards). C'est la septième fois qu'il remporte ces trois trophées la même saison. Nouveau record.
Au terme de sa onzième saison professionnelle, ses 54 victoires sur le PGA Tour et ses 12 tournois du grand chelem battent les records de Byron Nelson (51 victoires en 11 ans) et de Jack Nicklaus (11 majeurs en 11 ans). Il est élu « Associated Press Male Athlete of the Year » pour la quatrième fois (record égalé).
Tiger Woods commence 2007 par une nouvelle victoire au Buick Invitational. Cette victoire est la septième de suite sur le PGA Tour et la troisième de suite dans le tournoi. C'est également la cinquième fois qu'il remporte son premier tournoi de la saison. Il devient le 3e homme (avec Jack Nicklaus et Sam Snead) à remporter au moins cinq fois trois tournois différents (les 2 autres sont : WGC-Bridgestone Invitational et WGC-CA Championship). Il remporte son deuxième tournoi lors du WGC-CA Championship. Cette victoire est la troisième de suite dans l'épreuve et la sixième au total. Grâce à cette victoire, il devient le premier joueur à avoir remporté 5 tournois différents au moins trois fois de suite.
Lors du Masters 2007, Tiger Woods joue dans la dernière partie le dimanche pour la treizième fois de sa carrière. Mais, contrairement aux 12 fois précédentes, il ne s'impose pas. Il termine 2e ex aequo à 2 coups du vainqueur, Zach Johnson. Tiger Woods remporte son troisième tournoi de la saison au Wachovia Championship, portant à 24 le nombre de tournois différents gagnés sur le PGA Tour. Pour la neuvième fois en 12 ans, il remporte au moins trois tournois la même saison.
À l'US Open 2007, il est encore en dernière partie le dimanche (quatrième fois de suite en majeur). Il commence la journée avec deux coups de retard sur le leader, mais ne parvient pas à gagner. Il termine 2e. Il n'a encore jamais remporté un tournoi majeur sans être en tête au début du dernier tour.
Au British Open, il a une chance d'égaler le record de 3 victoires consécutives. Malheureusement, un second tour en 75 le rejette assez loin au classement. Il terminera l'épreuve à la 12e place. Début août, Tiger Woods remporte son quatorzième tournoi du World Golf Championships lors du WGC-Bridgestone Invitational avec 8 coups d'avance. C'est sa troisième victoire de suite dans l'épreuve et la sixième au total. Avec cette victoire, il devient le premier golfeur à remporter le même tournoi trois fois de suite en deux occasions (1999-2001 et 2005-2007).
La semaine suivante, il remporte son second USPGA de suite en battant Woody Austin par deux coups. Lors du 2e tour, il égale le record du score le plus bas jamais réalisé en grand chelem (63). Il devient le premier joueur à remporter l'USPGA deux fois de suite en deux occasions (1999-2000 et 2006-2007). Il est le deuxième golfeur, après Sam Snead, à avoir remporté au moins 5 tournois sur le PGA Tour en 8 saisons différentes.
Tiger Woods remporte la soixantième victoire de sa carrière au BMW Championship en marquant 63 (record du parcours) lors du dernier tour. C'est lui qui a réussi le plus de birdies durant le tournoi et il est dans le top 5 dans les catégories suivantes : précision au drive, distance au drive, nombre de putts par tour et nombre de greens en régulation. Tiger Woods termine la saison en remportant le The Tour Championship. C'est sa quatrième victoire lors de ses 5 derniers tournois. Il devient le premier joueur à remporter 2 fois ce tournoi et devient le premier vainqueur de la FedEx Cup. Sur les 16 tournois qu'il a disputés en 2007, sa moyenne de score ajustée est de 67,79 égalant son propre record établi en 2000.

## Blessures (2008)
Tiger Woods commence la saison 2008 par une victoire au Buick Invitational avec 8 coups d'avance sur le deuxième. Cette victoire est la soixante-deuxième de sa carrière, rejoignant ainsi Arnold Palmer à la 4e place du classement au nombre de victoires sur le PGA Tour. C'est la sixième fois qu'il remporte ce tournoi, la sixième qu'il commence la saison par une victoire et sa troisième victoire consécutive sur le PGA Tour. La semaine suivante, au Dubai Desert Classic, il comble un retard de 4 coups le dimanche grâce à 6 birdies sur les 9 derniers trous, pour remporter le tournoi avec 1 coup d'avance. Tiger Woods remporte son quinzième trophée dans une épreuve du World Golf Championships lors de l'Accenture Match Play Championship. En finale, il bat Stewart Cink sur le score de 8 & 7, record de l'épreuve.
Lors du tournoi suivant, le Arnold Palmer Invitational, Tiger Woods débute doucement, terminant le 1er tour dans le par, à la 34e place. En tête du tournoi au début du dernier tour à égalité avec 4 autres joueurs, il parvient à remporter son cinquième tournoi de suite grâce à un putt de plus de 7 mètres sur le dernier trou. C'est la cinquième fois qu'il remporte ce tournoi.
Geoff Ogilvy met fin à la belle série de Tiger Woods lors du WGC-CA Championship, épreuve que Woods avait pourtant remportée les 3 dernières années. Il est néanmoins le seul golfeur à avoir remporté cinq tournois de suite en deux occasions.
Lors du Masters 2008, Tiger Woods n'a jamais été vraiment en lice pour la victoire finale, rencontrant des problèmes récurrents au putting. Il termine tout de même deuxième à 3 coups du vainqueur, Trevor Immelman.
Le 15 avril 2008, il subit une intervention chirurgicale (la troisième de sa carrière, les 2 premières interventions ayant eu lieu en 1994 et en 2002) au genou gauche à Parck City dans l'Utah. Il reste éloigné des fairways pendant 2 mois.
Tiger Woods est de retour à l'US Open 2008 et dispute les deux premiers tours en compagnie de Phil Mickelson et Adam Scott alors numéros 2 et 3 mondiaux. Le premier tour est assez difficile pour Tiger Woods : il débute par un double bogey sur le trou 1 et termine le tour avec un score de 72 (+1). Il marque 68 (-3) lors du second tour en réalisant 1 eagle, 4 birdies et 5 bogeys. Au 3e tour, il débute de nouveau par un double bogey sur le trou 1 et se retrouve avec 5 coups de retard et 6 trous à jouer. Il termine le tour par 2 eagles et un chip pour birdie pour se retrouver en tête avec 1 coup d'avance. Pour le dernier tour, il sera dans la dernière partie, comme lors de 6 des 8 derniers tournois majeurs. Le dimanche 15 juin, lors du dernier tour, Tiger Woods débute de nouveau par un double bogey sur le 1 et accuse un coup de retard sur Rocco Mediate à l'attaque du dernier trou. Grâce à un putt de 4 m sur le 18, il force un playoff sur 18 trous le lundi. Le lundi, alors qu'à un moment il a eu 3 coups d'avance, Tiger Woods se retrouve de nouveau dans l'obligation de faire birdie sur le 18 pour égaliser et il le fait. Un par sur le 1er trou en mort subite permet à Woods de remporter son troisième US Open et son quatorzième tournoi du grand chelem.
Deux jours plus tard, Tiger Woods annonce qu'il doit subir une nouvelle intervention au genou gauche pour reconstruire le ligament croisé antérieur. Cela signifie la fin de sa saison 2008. Tiger Woods révèle également qu'il joue depuis 10 mois malgré une rupture du ligament croisé antérieur et qu'il a disputé l'US Open avec une double fracture de fatigue au tibia gauche.
L'absence de Tiger Woods provoque une forte baisse des audiences TV. La seconde moitié de l'année 2008 accuse une baisse de 46,8 % par rapport à la seconde moitié de l'année 2007.

## Retour sur le PGA Tour (2009)

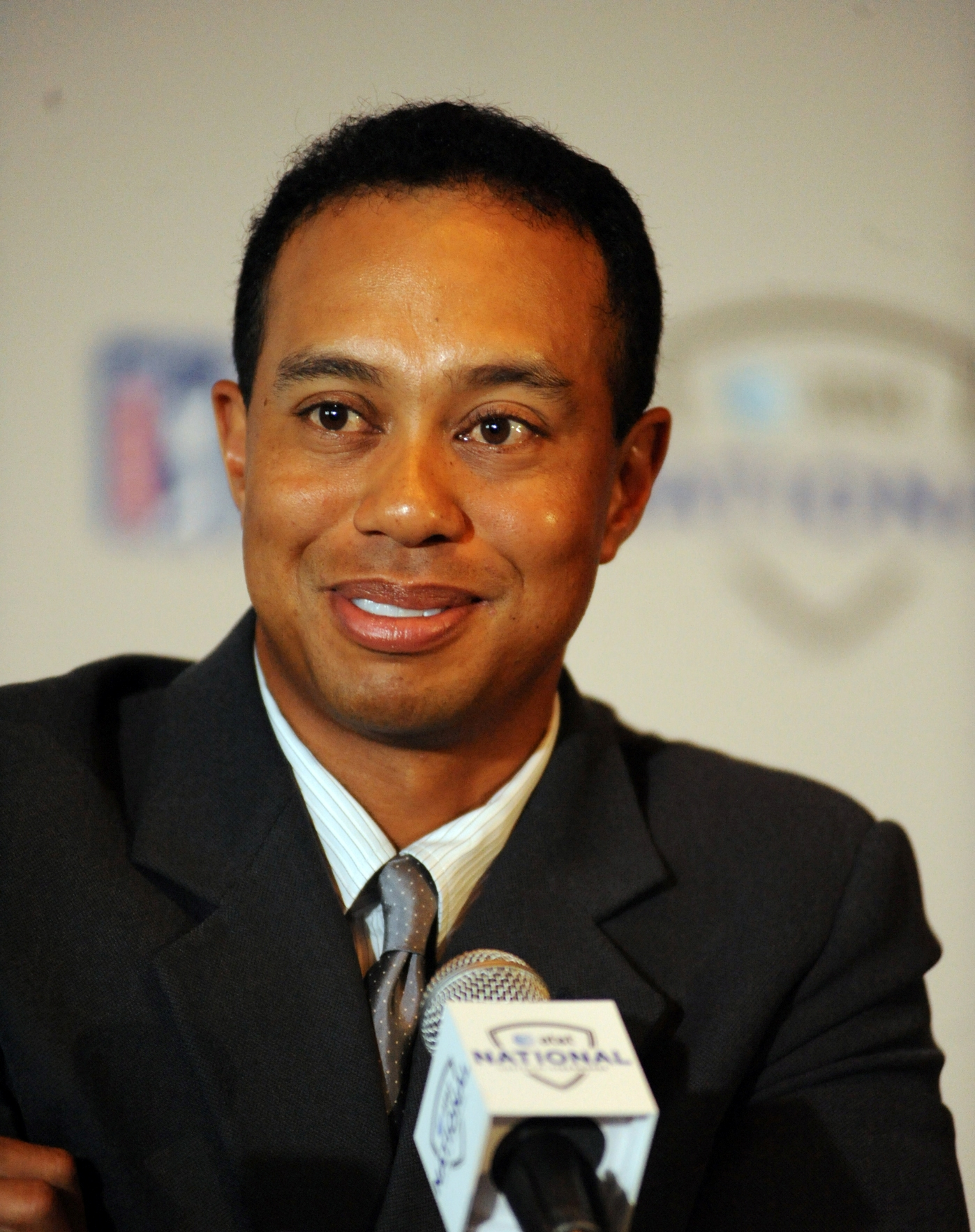
Woods en 2009.

Appelé comme « l'un des retours les plus inespérés dans le monde du sport » par l'une des agences de presse américaines les plus importantes au monde, l'Associated Press. Tiger Woods revient lors du 1er PGA Tour 2009 après une absence de huit mois sur les fairways survenue après le Championnat du monde de match-play. Il s'incline dès le second tour face au sud-africain Tim Clark. Sa première compétition en stroke play est le WGC-CA Championship à Doral où il termina en neuvième place avec un score de −11. Woods gagne son premier titre de l'année au Arnold Palmer Invitational, alors qu'il entame le dernier jour avec cinq coups de retard sur son compatriote Sean O'Hair (en). Woods termine sur un score de 67 soit une longueur d'avance sur O'Hair, notamment grâce à un put pour birdie lors du dernier trou. Par la suite, il continue systématiquement à être performant. Au Masters, il finit 6e, quatre coups derrière le vainqueur argentin Ángel Cabrera. Bien qu'il soit leader au 18e trou durant le Quail Hollow Championship, il termine deux coups derrière Sean O'Hair. Au Players Championship, il joue dans le trio de tête lors de la dernière journée mais finit 8e.
Woods gagne son deuxième tournoi de l'année lors du Memorial Tournament. Traînant à quatre coups du leader lors du 3e tour, il finit le dernier jour avec un score de 65, avec deux birdies consécutifs pour remporter le tournoi. Woods gagne son troisième tournoi le 5 juillet lors du AT&T National, un événement accueilli par Woods en personne. Cependant, lors de sa 3e participation à un majeur en 2009, Woods ne réussit pas à capitaliser sur ses précédentes victoires et lors de l'Open britannique, il rate le cut pour la seconde fois de sa carrière professionnelle.
Le 2 août, Woods conquiert le Buick Open pour sa quatrième victoire de la saison, avec trois coups d'avance sur trois autres joueurs. Après avoir réalisé un score de 71 en ouverture du tournoi qui le place à la 95e place et en dehors du cut, Woods répond avec un deuxième tour à 63, soit un score de neuf coups sous le par, qui le propulse au plus haut de la compétition. Un troisième tour à 65 le met au sommet du classement et il côtoie la victoire avec un dernier tour de 69 pour un total de 268, soit 20 coups sous le par. Cette victoire est à ce jour, l'un des plus grands revirements professionnels.
Woods remporte le 70e tournoi de sa carrière la semaine suivante au WGC-Bridgestone Invitational. Il prend la tête de la compétition avec Padraig Harrington lors du dernier tour le dimanche jusqu'au 16e trou, où Harrington réalise un triple bogey et Woods réalise un birdie. Tiger remporte l'événement avec 4 coups d'avance sur Harrington et Robert Allenby (en).
Lors du Championnat de la PGA 2009, Woods joua 67, soit 5 sous le par, pour prendre la tête après le premier tour. Il resta leader et co-leader durant les deuxième et troisième tours. Rentrant dans le tour final, Woods avait une avance de 2 coups pour mener la course en tête à -8. Toutefois, au niveau du 68e trou, Woods a été dépassé pour la première fois au leaderboard par Yang Yong-eun. Yang a finalement remporté le tournoi par trois coups sur Woods qui termina deuxième. Cet événement marque pour la première fois la défaite de Woods dans un tournoi majeur après avoir mené 54 trous et la première fois qu'il perd un tournoi sur le sol américain après avoir mené par plus d'un coup. Pour la première fois depuis 2004, Woods conclut l'année sans victoire dans un majeur.
Lors de la Presidents Cup, Woods connaît une performance impressionnante et tout aussi spectaculaire : il a remporté ses cinq matches lors de l'événement. Il a rejoint son ami Mark O'Meara, qui a remporté ses cinq matches de la Presidents Cup de 1996, et Shigeki Maruyama, qui a accompli cet exploit lors de la Presidents Cup de 1998,. Dans ces trois cas, leurs équipes respectives ont remporté le concours. Woods faisait équipe avec Steve Stricker durant les quatre tours de la compétition en foursome. Lors du premier jour en foursome, leur équipe a gagné respectivement 6 et 4 sur celle de Ryo Ishikawa et Geoff Ogilvy. Lors du match de vendredi en quatre balles, ils ont gagné face au duo d'Angel Cabrera et Geoff Ogilvy, 5 et 3. Le samedi, ils ont battu l'équipe de Tim Clark et Mike Weir après avoir longtemps laissé filer la partie, en remportant les 17e et 18e trous pour gagner d'un coup en foursome le matin, et l'après-midi, en quatre balles, ils ont défait l'équipe de Ryo Ishikawa et Y. E. Yang par le score de 4 et 2,. Pour le match en simple, Woods l'a disputé contre son "ennemi" du Championnat de la PGA 2009, Yang. Celui-ci a pris les devants rapidement sur le premier trou, mais sur le troisième trou il perdit la tête, laissant à coup sûr Woods gagner le match. En outre, Woods a été celui qui a décroché la Coupe pour les États-Unis, ce qui fut une première dans sa carrière où il en ait eu l'honneur et l'occasion dans une compétition par équipes,.
En novembre 2009, Woods a été payé 3,3 millions de dollars pour jouer le Masters d'Australie, tenu au Kingston Heath Golf Club à Melbourne. Il a remporté l'épreuve sur un score de 14 sous le par avec deux coups d’avance sur l’Australien Greg Chalmers, glanant sa 38e victoire sur le Tour Européen et gagnant sa première victoire sur le PGA Tour of Australasia.

## Saison turbulente sans titre (2010)
Après que son passé d'infidélités conjugales eut été révélé, Woods annonce à la fin de 2009 une pause indéterminée dans les compétitions sportives. Le 19 février 2010, il fait ses excuses publiques et annonce qu'il reviendra « un jour » sur le circuit. En mars 2010, il annonce son intention de jouer l'édition 2010 du Masters. Fin mars, il commence à travailler sur une nouvelle pub avec Nike son sponsor de longue date[citation nécessaire].
Ratant le début de la saison 2010 du circuit PGA, Woods retourne à la compétition pour le Masters d'Augusta, en Géorgie, à partir du 8 avril 2010, après une pause qui a finalement duré 20 semaines. Il termine le tournoi quatrième ex aequo. Woods dispute ensuite sa prochaine compétition lors du Quail Hollow Championship à la fin du mois d'avril, mais rate le cut pour seulement la sixième fois de sa carrière. Il réalise son second plus mauvais tour en tant que professionnel le 30 avril, avec un score de 79 soit 7 coups au-dessus du par lors du second tour ce qui le fit rater le cut de huit coups. Woods se retire du Players Championship au cours du quatrième tour, le 9 mai, invoquant plus tard une blessure au cou. Après des scores de 70, 71, 71 au cours des trois premiers tours, il présente un score de deux au-dessus du par au septième trou du dernier tour lors de son abandon. Woods revient à la compétition quatre semaines plus tard pour défendre son titre au Memorial Tournament. Il passe le cut et termine 19e, son plus mauvais résultat dans ce tournoi depuis 2002. Il dispute son tournoi suivant le 17 juin 2010 lors de l'US Open qui se tient à Pebble Beach, parcours où il a remporté la victoire en 2000 avec 15 coups d’écart avec le second. Après une performance relativement peu spectaculaire durant les deux premiers tours, Woods montre des signes encourageants en rendant une carte de 66, soit cinq sous le par le samedi, score qui le remet en position de briguer le titre lors du dernier tour. Toutefois le dimanche, il est incapable de prendre les choses en main, malgré l'effondrement au 54e trou du leader Dustin Johnson, finissant même le tournoi à trois au-dessus du par et à égalité pour la quatrième place.
Woods dispute ensuite l’AT&T National à la fin du mois de juin, tournoi dont il a l’habitude d’être l'hôte. Bien que présenté comme l'un des favoris au départ du tournoi, il ne parvient pas terminer un tour sous le par, obtenant finalement une 46e place.
Woods s'envole ensuite pour l'Irlande pour jouer pendant deux jours un événement de charité lors du Pro-Am JP McManus. Il rejoint ensuite sa maison en Floride pour voir ses enfants avant de se préparer pour l’Open britannique qui se déroule un peu plus d’une semaine plus tard. Pour ce tournoi disputé à St Andrews, Il change de putter, justifiant son choix en disant qu'il a toujours lutté sur les greens lents et qu’il a besoin de ce nouveau putter Nike 001 pour « obtenir un roulement de balle plus rapide et meilleur ». C'est la première fois depuis 1999 que Woods a recours à un autre putter que son Titleist Scotty Cameron. Woods putte ainsi correctement le premier jour du tournoi, finissant à cinq coups au-dessous du par. Mais des rafales de vent de plus de 65 kilomètres suspendent le jeu pendant 66 minutes le lendemain à St Andrews, et Woods n'est jamais en mesure d'obtenir quelque chose. C'est la même histoire le samedi, en ratant des putts courts tout au long de la journée. Il change son nouveau putter contre son vieux Scotty Cameron pour la phase finale, mais n'améliore pas son jeu sur le green. Avec un score de moins trois, à 13 coups derrière le vainqueur Louis Oosthuizen, Woods termine ex æquo à la 23e position. Woods finit avec un score de +18, à la 78e place (soit à l’avant dernière place) lors du Bridgestone Invitational qui se termine le 8 août 2010. Il enregistre ainsi son plus mauvais résultat comme golfeur professionnel.
La semaine suivante, il inscrit des scores de 71, 70 et 72 sur les trois premiers tours du championnat de la PGA avant de terminer par un 73 qui lui permet de partager le 28erang du tournoi, à neuf coups du vainqueur Martin Kaymer. Bien que son classement d'alors ne lui permette pas d'intégrer directement l'équipe américaine pour la Ryder Cup 2010, il est choisi par le capitaine Corey Pavin. Lors de cette compétition, il est associé à Steve Stricker, paire couronnée de succès lors de la précédente Presidents Cup avec quatre victoires sur quatre rencontres de double. Cette paire bat la paire formée par Ian Poulter et Ross Fisher lors de la première session, puis Miguel Ángel Jiménez-Peter Hanson sur le score de quatre et trois lors de la seconde session. Mais, lors de la troisième session, la paire américaine subit une sévère défaite six et cinq face à Lee Westwood-Luke Donald, score qui donne le ton d'une session où les européens remportent cinq points et demi sur six possibles. Woods remporte ensuite son simple quatre et trois face à l'Italien Francesco Molinari. L'Europe remporte finalement la compétition sur le score de 14 1/2 à 13 1/2 et retrouve le trophée perdu deux ans plus tôt.
Quelques semaines plus tard, l'Anglais Lee Westwood met fin à la série de 281 semaines de Woods en tête du classement mondial. Lors du dernier tournoi de l'année 2010, Woods est en passe de remporter enfin un tournoi mais le Nord-Irlandais Graeme McDowell le prive de la victoire lors d'un playoff. C'est la première fois depuis 1996 et ses débuts en tant que professionnel.

## En reconstruction (2011)
Il finit 4e ex equo du Master d'Augusta en avril 2011 avec un score total de -10 avec entre autres deux superbes cartes : 66 (-6) le vendredi et 67 (-5) le dimanche.
Le 20 juillet 2011, Tiger Woods se sépare de son caddie Steve Williams, avec qui il était associé depuis 12 ans et avait gagné 13 de ses 14 titres majeurs.
Le 4 décembre 2011, à Thousand Oaks en Californie, il remporte son premier tournoi en individuel depuis plus de deux ans le Chevron World Challenge, deux semaines après avoir aidé les États-Unis à remporter en Australie la Presidents Cup.

## Renouement avec la victoire et retour dans le top 3 mondial (2012)
Woods a commencé sa saison 2012 avec deux tournois (l'HSBC Abu Dhabi Golf Championship et le AT & T National Pro-Am), où il avait pourtant bien commencé, mais a finalement eu du mal sur les phases finales. Après le Championnat WGC-Accenture Match Play, où il a été éliminé au deuxième tour en manquant un putt de 1,5 m, Tiger a révisé sa technique et la mise en action en finissant deuxième au Honda Classic, avec le score le plus bas dans un tour final de sa carrière PGA Tour. Le 25 mars 2012 à Bay Hill Club & Lodge (Floride), il remporte sa première victoire sur le PGA Tour, depuis le BMW Championship de septembre 2009, au Arnold Palmer Invitational. À la suite de plusieurs tournois lamentables, Woods crantée de sa 73e victoire sur le PGA Tour après sa victoire au Memorial Tournament, égale le grand Jack Nicklaus en nombre de victoires sur le circuit américain. Un mois plus tard, Woods a dépassé Nicklaus record avec une victoire dans son tournoi, le AT & T National. À la suite du British Open où il finit troisième, il passe de la quatrième place mondiale à la deuxième.
Pour la 39e Ryder Cup 2012 qui a eu lieu sur le parcours du Medinah Country Club de Chicago, Tiger Woods est associé à Steve Stricker, pour le « Foursome » du vendredi matin face à la paire Ian Poulter / Justin Rose, le duo américain perd 2&1. De nouveau associé à Steve pour les Fourball du vendredi après-midi, la paire américaine est opposée à une inédite paire Lee Westwood / Nicolas Colsaerts, où le rookie européen va balader les deux américains et son coéquipier sur le parcours. Le team US perd 1up.
Faisant de nouveau équipe avec Steve pour les Fourball du samedi après-midi, c’est la paire Sergio García / Luke Donald qui va prendre le meilleur sur les deux américains, qui perdent 1up.
Avant les duels, il n’apporte donc aucun point au team US.
Dans les simples du dimanche, le capitaine Davis Love III programme Tiger dans la douzième et dernière rencontre face à l’italien Francesco Molinari. Il n’arrivera pas à terminer son parcours car l’équipe européenne vient de gagner la Ryder Cup 2012. Le point est réduit de moitié et partagé.
Son total 2012 sera donc : 4 matches, 0 victoire, 1 nul, 3 défaites.

## Renaissance (2013)
Depuis le début de l'année 2013, Tiger Woods survole le PGA Tour en remportant trois tournois : le Farmers Insurance Open (7e succès dans ce tournoi) en janvier, le WGC-Cadillac Championship (7e succès dans ce tournoi) et l'Arnold Palmer Invitational (8e succès dans ce tournoi joué à Bay Hill) en mars. Parti sur les bases de la saison 2000 qui reste, à ce jour, sa meilleure année golfique, Tiger Woods retrouve la place de no 1 mondial après être tombé au-delà de la 50e place. Tiger déclare toutefois devant les médias être « encore en chantier » et ne pas être encore tout à fait satisfait de son jeu. Lors du Masters, il se classe à la quatrième place après avoir pris deux coups de pénalité pour ne pas avoir replacé une balle au bon endroit après qu'elle est tombée dans l'eau.
En remportant The Players Championship avec deux coups d'avance en mai 2013 (4e victoire de la saison), Tiger confirme sa place de no 1 mondial et se rapproche du record de Sam Snead (82 victoires sur le PGA Tour). Après une 32e place à l'US Open et une solide 6e place au British Open, Tiger signe début août sa 5e victoire de la saison au WGC-Bridgestone Invitational sur le parcours de Firestone CC. Il remporte ainsi son 79 succès sur la PGA Tour, à trois succès du record de Sam Snead.

## Années difficiles pour le Tigre (2014-2017)
Pour le premier tournoi de sa saison 2014, Tiger Woods manque le cut du 54e trou au Farmers Insurance Open. Lors du troisième tour, il multiplie les bogeys sur le parcours de Torrey Pines qui lui a tant réussi par le passé pour terminer avec une carte de 79, sa plus haute sur ce parcours,. Une semaine après cette décevante 80e place, il reste en difficulté au putt, n'arrivant pas à trouver la bonne vitesse, finissant 41e dans le désert lors de l'Omega Dubai Desert Classic.
Après un mois d'absence, le Tigre retrouve des couleurs au Honda Classic en tapant de bons puis de mauvais coups jusqu'à passer le cut,. Il impressionne même lors du troisième tour en enregistrant sept birdies pour une carte finale de 65. Le dimanche, il se retire après 13 trous pour des douleurs au dos,. Début mars, il est toujours en difficulté dans tous les secteurs du jeu au premier tour du Cadillac Championship. Au deuxième trou, il entre un putt de plus de 27 mètres, le plus long réussi sur le circuit PGA lors des cinq dernières années. Il revient dans la course le troisième jour avec une carte de 66, remontant de la 25e à la deuxième place. Toujours en difficulté avec son dos, il déclare forfait pour les Masters d'Augusta.
Après avoir conclu une saison 2014 en 25e position dans la hiérarchie mondiale du golf, Tiger commence l'année 2015 avec une participation au Waste Management Phoenix Open, où il manque le cut. La semaine suivante, il abandonne au Farmers Insurance Open pour cause de blessure et décide de prendre une pause ; il déclare vouloir « revenir quand je serai prêt ». Il reste inactif durant deux mois, mais revient à temps pour le Masters. Après un tournoi correct, il termine en 17e place, ce qui ne l'empêche pas de sortir du top 100 mondial. Après des résultats décevants au Players Championship et au Memorial, il chute au 181e rang mondial. Espérant pouvoir se replacer au classement à la faveur de l'US Open, il ne fait guère mieux en manquant le cut du vendredi. Deux semaines après cette déconfiture en tournoi majeur, il termine en 32e position au Greenbrier Classic. Il pointe alors au 226e rang mondial. La glissade se poursuit à l'open britannique où il remet des cartes de 75 et 76 et manque une nouvelle fois le cut. Apres une 18e place au Quicken Loans National, il se présente au championnat de la PGA en mission de rédemption après deux majeurs difficiles et il y manque la cut pour la troisième fois d'affilée en tournoi majeur. La semaine suivante, il pointe en tête après deux tours excellents au Wyndham Championship, et est a 2 coups de la tête à l'issue du troisième. Toutefois, son dimanche est moins bon, il remet une carte de 72 et termine en 10e position et rate les éliminatoires pour la coupe FEDEX 2015. Il termine donc la saison sans victoire dans ce qui est sa pire saison en carrière.
Après une saison blanche en 2016 et quinze mois d'absence, Woods reprend la compétition au Farmers Insurance Open début janvier. Il n'arrive pas à passer le cut,. La semaine suivante, il est présent à l'Omega Dubai Desert Classic. Après son pire tour sur le tournoi et une carte de 77, le golfeur américain déclare forfait pour des spasmes au dos dont il a commencé à souffrir après le dîner,,.
Après ce retrait, Tiger doit se retirer pour se faire de nouveau opérer du dos. Sous médicaments, il ne s'entraîne pas pendant plusieurs mois. Début septembre, il reprend l'entraînement avant d'annoncer, le 30 octobre, son retour à la fin du mois de novembre à l'occasion du Hero World Challenge, le tournoi organisé par sa fondation. Pour son retour, il réussit une carte solide de 69 (-3) apportant de l'espoir. Son dernier tour, lors duquel il réalise un eagle, confirme les promesses pour le début de la saison 2018,.

## Nouveau retour (2018)
Après de long mois d'absence et de grosses incertitudes, Tiger Woods fait son retour sur la scène mondiale, lors du Farmers Insurance Open où il obtient une 23e place. Il frôle de réussir un trou-en-un. Les observateurs notent que son jeu court est en place mais que ses mises en jeu peuvent être erratiques. Ses statistiques au driving tournent aux alentours des 45 % de fairways touchés, ce qui est faible pour un joueur du PGA Tour. En revanche dans d'autres domaines et notamment au chipping, ses prestations rappellent le Tiger Woods d'autrefois.
À la suite de ce Farmers Insurance Open, Tiger Woods joue le Genesis Open. L'étroitesse des fairways lui posera problème et l'empêche de passer le cut. Il officialise sa présence au Honda Classic la semaine d'après. C'est la première fois depuis de nombreuses années que Tiger Woods participe à deux tournois du PGA Tour consécutifs. Tiger Woods signe quatre bonnes cartes lors de ce tournoi sur les greens de Floride et se classe à la 12e place. L'amen corner de ce parcours, surnommée le Bear Trap, lui aura donné beaucoup de mal avec notamment un double bogey et un bogey lors du dernier tour alors qu'il figurait à ce moment dans le top 10 du classement.
Le retour au premier plan du golf mondial se confirme lors du Valspar Championship à Palm Harbor où il frôle l'exploit de remporter sa 80e victoire sur le PGA Tour pour son quatrième tournoi officiel. Sa deuxième place retentissante (70-68-67-70, 275) à quelques semaines du Masters a montré à la concurrence qu'il fallait encore compter sur lui.
Woods montre qu'il a retrouvé son swing au Memorial Tournament, multipliant les jolis coups longs tout en laissant au putt de nombreux coups. Il rate notamment deux putts à moins d'un mètre et demi du trou.
Au championnat de la PGA, il réalise une carte de 66 sur deux jours lors du deuxième tour pour passer le cut et revenir dans la course à la victoire. Au dernier tour, il réalise huit birdies et effectue un retour à la deuxième place.
Il conforte et confirme sa place pour le Tour Championship en terminant à une belle sixième place lors du championnat BMW,. Il conclut le dernier tour avec une carte de 65 alors qu'il ait raté trois opportunités de birdies et concéder deux bogeys après être passé par le sable. Pour la sixième fois de sa carrière, il termine avec un score de 263 ou mieux et c'est la première fois qu'il ne gagne pas le tournoi avec une telle carte. Cette performance lui permet de se qualifier automatiquement pour plusieurs tournois en 2019 et notamment l'US Open sans avoir à demander une exemption.
En tête après le premier tour du Tour Championship, il conserve sa place en haut de la hiérarchie dans la deuxième journée du tournoi malgré un double-bogey,. Lors du troisième tour, il enchaîne six birdies sur les sept premiers trous de l'aller pour se créer une avance de cinq coups avant de gérer plus prudemment le retour. Le lendemain, il remporte le tournoi en conservant son avance sur ses adversaires et savoure son premier succès en cinq ans suivi par une marée humaine. Félicité par de nombreux joueurs, ce titre marque son retour au premier plan à quelques jours de la Ryder Cup 2018.